# هربرت بيل
هربرت بيل (بالإنجليزية: Herbert Pell)‏ (و. 1884 – 1961 م) هو سياسي، ودبلوماسي من الولايات المتحدة الأمريكية ولد في مدينة نيويورك.
وهو عضو في الحزب الديمقراطي الأمريكي .

## التعليم
تعلم في جامعة هارفارد، وجامعة كولومبيا.

## روابط خارجية
- هربرت بيل على موقع إن إن دي بي (الإنجليزية)